# Mafutseni
Mafutseni ist ein Inkhundla (Verwaltungseinheit) in der Region Manzini in Eswatini. Es ist 187 km² groß und hatte 2007 gemäß Volkszählung 15.573 Einwohner.

## Geographie
Das Inkhundla liegt im Osten der Region Manzini an der Einmündung der MR5 in die MR3. Nach Norden schließt sich das Inkhundla Ekukhanyeni an.

## Gliederung
Das Inkhundla gliedert sich in die Imiphakatsi (Häuptlingsbezirke) Bhudla, Ka-Nkambule, Luhlokohla, Mafutseni, Ngculwini und Tunbutini.